# Leuronectes curtulus
Leuronectes curtulus är en skalbaggsart som beskrevs av Régimbart 1899. Leuronectes curtulus ingår i släktet Leuronectes och familjen dykare. Inga underarter finns listade i Catalogue of Life.